# Lubutana divaricata
Lubutana divaricata là một loài ruồi trong họ Tachinidae.